# Téli rege
A Téli rege (angolul: The Winter's Tale) William Shakespeare drámája, a szerző kései művei közé tartozik. Shakespeare késői drámáinak műfaját nehéz meghatározni, legjobban talán a romantikus tragikomédia jelző illik rájuk. A művet 1611-ben mutatták be a Globe-ban. A Téli rege 1623-ban jelent meg először nyomtatásban, az Első fólióban.

## A mű forrásai
A dráma nem vezethető vissza egyetlen konkrét forrásra. A mű egyes részleteinek, szereplőinek, helyszíneinek és eseményeinek az eredete vezethető vissza különböző forrásokra.
A Téli rege fő forrása Robert Greene Pandosto című műve, amely először 1588-ban jelent meg. Shakespeare a művében megváltoztatta a szereplők neveit, és felcserélte a műben szereplő helyszíneket: Szicíliát és Bohémiát. A két mű közötti különbségekhez tartozik az is, hogy míg a Pandosto befejezése tragikus, a Téli regéről ez nem mondható el.
A Pandosto mellett Ovidius Átváltozások című műve is a Téli rege forrásai között említhető. Shakespeare valószínűleg az Átváltozások 1567-es, Arthur Golding által fordított változatát ismerte. Ennek a műnek a hatása a Téli rege végén található szoborjelenetben érhető tetten. A Mucedorus című dráma szintén hatással volt Shakespeare művére. A Mucedorusnak is az egyik fő témája a féltékenység, és az egyik szereplőt üldözi egy medve, mint ahogy a Téli regében is található ilyen jelenet.

## A szöveg keletkezése
Simon Forman kéziratából köztudott, hogy a Globe-ban előadták a Téli regét 1611. május 15-én. Egyes feltételezések szerint a mű 1611. január 1. után keletkezett, mert ezen a napon mutatták be Jonson Oberon című drámáját. Az Oberonban tíz vagy tizenkét szatír táncolt. Egy elmélet szerint az Oberon hatására vannak táncoló szatírok a Téli regében a pásztorok birkanyírási áldomásán. A mű keletkezésének pontos dátuma ismeretlen, de valószínűleg valamikor 1611. január 1. és 1611. május 15. között íródott. A Téli rege nyomtatásban először 1623 decemberében jelent meg az Első fólióban, a komédiák között.

## A dráma szereplői
| Shakespeare művében | Kosztolányi Dezső fordításában     | Szász Károly fordításában          | Szabó T. Anna fordításában         | Várady Szabolcs fordításában       |
| Leontes             | Leontes, Szicília királya          | Leontes, Szicília királya          | Leontes, Szicília királya          | Leontes, Szicília királya          |
| Mamillius           | Mamillius, a fia                   | Mamillius, a fia                   | Mamillius, a fia                   | Mamillius, a fia                   |
| Camillo             | Camillo, szicíliai nemes           | Camillo, szicíliai nemes           | Camillo, szicíliai nemes           | Camillo, szicíliai nemes           |
| Antigonus           | Antigonus, szicíliai nemes         | Antigonus, szicíliai nemes         | Antigonus, szicíliai nemes         | Antigonus, szicíliai nemes         |
| Cleomenes           | Cleomenes, szicíliai nemes         | Cleomenes, szicíliai nemes         | Cleomenes, szicíliai nemes         | Cleomenes, szicíliai nemes         |
| Dion                | Dion, szicíliai nemes              | Dion, szicíliai nemes              | Dion, szicíliai nemes              | Dion, szicíliai nemes              |
| Polixenes           | Polixenes, Bohémia királya         | Polixenes, Bohémia királya         | Polixenes, Bohémia királya         | Polixenes, Bohémia királya         |
| Florizel            | Florizel, a fia                    | Florizel, a fia                    | Florizel, a fia                    | Florizel, a fia                    |
| Archidamus          | Archidamus, bohémiai nemes         | Archidamus, bohémiai nemes         | N/A                                | Archidamus, bohémiai főúr          |
| Shepherd            | Öreg pásztor                       | Öreg juhász                        | Öreg pásztor                       | Öreg pásztor                       |
| Clown               | Bangó, a fia                       | Ifjú juhász                        | Bohumil, a fia                     | Böhönc, a fia                      |
| Autolycus           | Autolycus, csavargó                | Autolycus, csavargó                | Lopacseh, csavargó                 | Autolycus, a tolvaj                |
| Mariner             | Hajós                              | Hajós                              | N/A                                | Tengerész                          |
| Gaoler              | Tömlöcőr                           | Börtönőr                           | N/A                                | Béres                              |
| Hermione            | Hermione, Leontes felesége         | Hermione, Leontes felesége         | Hermione, Leontes felesége         | Hermione, Leontes felesége         |
| Perdita             | Perdita, Hermione és Leontes lánya | Perdita, Hermione és Leontes lánya | Perdita, Hermione és Leontes lánya | Perdita, Hermione és Leontes lánya |
| Paulina             | Paulina, Antigonus felesége        | Paulina, Antigonus felesége        | Paulina, Antigonus felesége        | Paulina, Antigonus felesége        |
| Emilia              | Emilia, Hermione udvarhögye        | Emilia, Hermione udvarhögye        | Emilia, Hermione udvarhögye        | Emilia, Hermione udvarhögye        |
| Mopsa               | Mopsa, parasztleány                | Mopsa, parasztleány                | Bozenka, parasztlány               | Mopsa, parasztleány                |
| Dorcas              | Dorcas, parasztleány               | Dorcas, parasztleány               | N/A                                | Dorcas, parasztleány               |

## Cselekmény

### Első felvonás
Polixenes, Bohémia királya meglátogatja régi gyermekkori barátját, Leontest, Szicília királyát. A bohémiai király kilenc hónapot tölt Szicíliában. A kilenc hónap letelte után már haza szeretne menni, de Leontes győzködi, hogy maradjon még. Leontes nem tudja meggyőzni Polixenest a maradásról, ezért feleségét, Hermionet kéri, hogy vegye rá barátját a maradásra. Hermionenak sikerül meggyőznie Polixenést a maradásról. Ez után Leontes gyanakodni kezd a feleségére, hogy ilyen nagy hatással volt Polixenesre, ugyanis Polixenes éppen kilenc hónapja tartózkodik Szicíliában, Hermione pedig kilenc hónapos terhes. Leontes arra kéri hű emberét, Camillót, hogy mérgezze meg Polixenest. Camillo nem hallgat királyára, akinek a düh már-már elvette az eszét, helyette figyelmezteti Polixenest, és együtt elmenekülnek Szicíliából.

### Második felvonás
Polixenes és Camillo szökése után Leontes megvádolja a feleségét, hogy megcsalta, és nem az övé a születendő gyermek. Leontes börtönbe záratja a feleségét, és elküld két szicíliai nemest, Diont és Cleomenest Delphosba, hogy megtudják, hűtlen volt-e a felesége. Paulina próbálja meggyőzni Leontest Hermione ártatlanságáról, sikertelenül. Nem fogadja el az újszülöttet sajátjának. A dühös király megparancsolja Antigonusnak, hogy vigye a csecsemőt egy elhagyatott helyre, és ott hagyja magára. Antigonus eleget tesz a király parancsának, elviszi a gyermeket.

### Harmadik felvonás
Nem sokkal az után, hogy Antigonus elment, megérkezik a válasz Delphosból, hogy Hermione ártatlan, de Leontes ezek után sem hisz neki. Leontes és Hermione fia, Mamillius, belehal az anyja sorsa miatt érzett szégyenébe. A hírt meghallva Hermione összeesik. Később jelentik Leontesnek, hogy a felesége is meghalt. Leontest megtörik a szörnyű események. Kijelenti, hogy hátralévő életében őket fogja gyászolni. Eközben Antigonus elviszi a csecsemőt Bohémiába, hogy ott sorsára hagyja. A gyermeket egy pásztor találja meg, aki majd sajátjaként fogja felnevelni.

### Negyedik felvonás

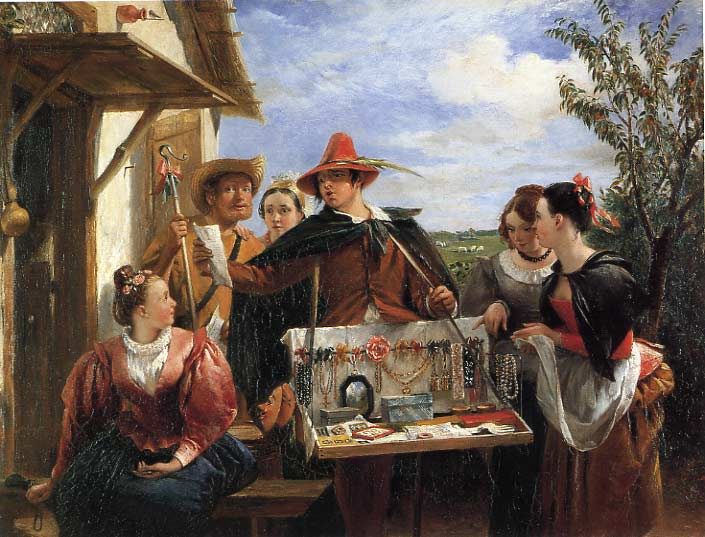
Charles Robert Leslie Autolycus-ábrázolása 1836-ból

16 évvel később Polixenés fia, Florizel szerelmes lesz Perditába, Leontes lányába, akiről azt hiszi, hogy pásztorok lánya. Polixenes tudomást szerez róla, hogy a fia egy pásztor lányát szereti. Ráveszi a már őt szolgáló Camillót, hogy álruhában vegyenek részt a pásztorok birkanyírási áldomásán, hogy beszélhessen a pásztorral. Polixenes és Camillo megérkezik a pásztorok ünnepségére, ahol a vásárosnak álcázott Autolycus szórakoztatja és fosztja ki a pásztorokat. Az ünnepségen Polixenes felfedi magát, és megparancsolja Florizelnek, hogy ne találkozzon többet Perditával. Polixenes tiltása elől Florizel és Perdita Szicíliába szökik Camillóval, akinek már nagyon hiányzik a szülőföldje. Csatlakozik hozzájuk a pásztor, a fia, Bangó és Autolycus is.

### Ötödik felvonás
Florizel és Perdita Szicíliában meglátogatja a még mindig gyászoló Leontest. Florizel azt mondja Leontesnek, hogy az apja tudtával van Szicíliában, de hamarosan megérkezik Polixenes. A két gyermekkori barát, Polixenes és Leontes kibékül. A pásztor elmondja Perdita megtalálásának történetét, amiből kiderül, hogy Perdita Leontes és Hermione lánya. Leontes hálából nemesi rangra emeli a pásztort és Bangót.
Az utolsó színben Polixenes, Leontes, Camillo, Perdita és Florizel Paulina házába megy. Paulina meg akarja mutatni a társaságnak Hermione frissen elkészült szobrát. A szobor élethűsége megzavarja Leontest. Később a szobor megmozdul, kiderül, hogy Hermione nem halt meg, hanem egész idő alatt Paulina házában volt. A mű végére újra együtt lesz az egymástól régóta elszakadt házaspár, és Paulina is új férjet kap Camillo személyében.

## A mű témái
A Téli rege egyik fő témája a féltékenység. Ez indítja el a műben a történéseket. A dráma bemutatja a féltékenység pusztító erejét, ami egyaránt káros a féltékeny személyre és a hűtlenséggel gyanúsítottra is.

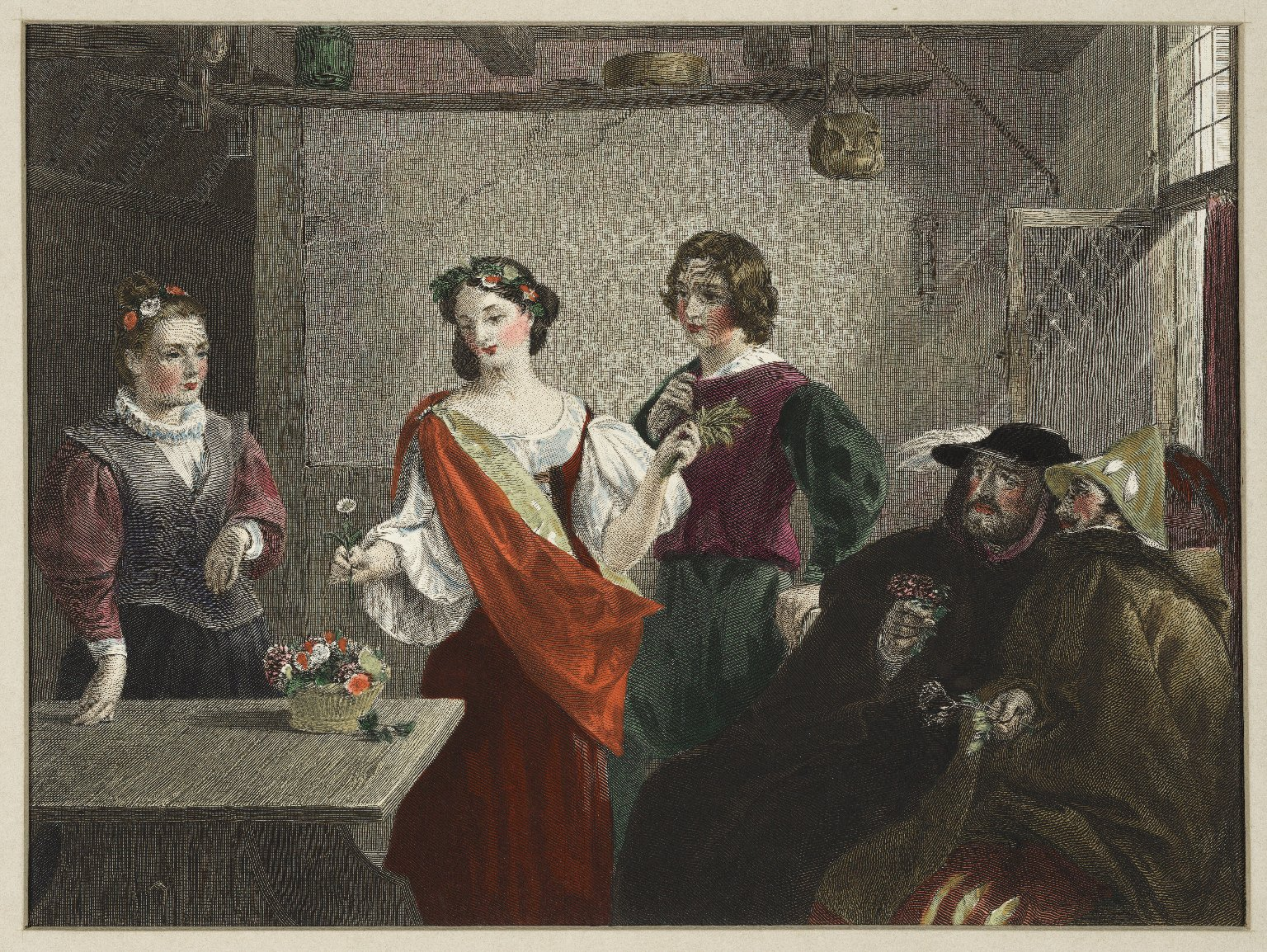
Charles Robert Leslie metszete Florizelről és Perditáról

A mű másik témája az igazság utáni vágyakozás. A szicíliai főurak és Paulina is látja Hermione ártatlanságát. Ők mind azt szeretnék, ha Hermione nem bűnhődne ártatlanul. Felesége tisztaságát egyedül Leontes nem veszi észre.
A dráma témái között megtalálható még a jó és a rossz kapcsolata is. A műben megjelenő egyetlen gonosz dolog Leontes gyilkos féltékenysége. Ezzel szemben Hermione a jóságot és szeretetet szimbolizálja. Leontes gonoszsága elmúlik, ahogy a dráma halad előre.
Egy másik fontos téma a műben az idő szerepe. Az idő mint kar meg is jelenik a mű negyedik felvonásának első színében. Az idő elmagyarázza, hogy tizenhat év telt el azóta, hogy Antigonus sorsára hagyta a csecsemőt Bohémiában. A tizenhat év alatt Perdita pásztorlányként felnőtt Bohémiában, apja pedig Szicíliában gyászolta őt és a feleségét.
Leontes gonoszsága az idő múlásával párhuzamosan múlik el. Hermionenek is időre van szüksége a megbocsátáshoz és a felépüléshez a fia elvesztése okozta traumából. Az idő múlása szembesít a gyarapodással és a hanyatlással is.  Az idő múlásával a fiatalok, Perdita és Florizel felnőnek és boldogok. Leontes és Hermione pedig megöregednek.

## A Téli rege a magyar színházakban
A művet a Színházi adattár szerint összesen tizenöt alkalommal mutatták be magyar színházakban 2017 novemberéig. Shakespeare drámáját öt különböző fordításban vitték színpadra Magyarországon. A Téli regét először a Nemzeti Színház tűzte műsorára 1865-ben Szigligeti Ede rendezésében és Szász Károly fordításában. Kosztolányi Dezső fordításában először szintén a Nemzeti Színházban mutatták be 1933-ban Ódry Árpád rendezésében. 1965-ben a Madách Színház is bemutatta Shakespeare Téli regéjét, ezúttal Mészöly Dezső fordításában és Vámos László rendezésében. 2006-ban az egri Gárdonyi Géza Színház A Tél meséje címen mutatta be a művet Máté Gábor rendezésében és Várady Szabolcs fordításában.
1978: Cserhalmi György, Törőcsik Mari. R.: Major Tamás.
Radnóti Miklós Színház: R.: Valló Péter, fordította: Szabó T. Anna.

## Filmadaptációk
- 1910: The Winter’s Tale, Egyesült Államok, rendezte: Theodore Marston és Barry O’Neil[24]
- 1913: Racconto d’inverno, Olaszország[25]
- 1953: Téli rege, rendezte Bodrossy Félix (színes háromdimenziós film. Magyar Híradó és Dokumentumfilmgyár)
- 1962: The Winter’s Tale, Nagy-Britannia, rendezte: Don Taylor[26]
- 1967: The Winter’s Tale, Egyesült Államok, rendezte: Frank Dunlop[27]
- 1967: The Winter’s Tale, Egyesült Államok, rendezte: Barry Boys[28]
- 1981: The Winter’s Tale, Nagy-Britannia, rendezte: Jane Howell[29]
- 1988: The Winter’s Tale (tévéfilm), Dél-afrikai Köztársaság, rendezte: Bobby Heaney[30]
- 1994: Shakespeare: The Animated Tales: The Winter’s Tale, Nagy-Britannia[31]
- 2016: Fixing Shakespeare with Communication: The Winter’s Tale (tévésorozat), Egyesült Államok, rendezte: Andrew Joseph Perez[32]

### Könyvek
- ↑ WT: Shakespeare, William. The Winter's Tale (angol nyelven). Routledge (1996)
- ↑ OC:  The Oxford Companion to Shakespeare, Michael Dobson és Stanley Wells (angol nyelven), Oxford University Press (2001)
- ↑ SÖD: Shakespeare, William. Shakespeare összes drámái IV. Színművek (magyar nyelven). Új Magyar Könyvkiadó (1955)
- ↑ SK: Dunton-Downer, Leslie. Shakespeare kézikönyv (magyar nyelven). Magyar Könyvklub (2004)

### Honlapok
- ↑ MEK: William Shakespeare: Shakespeare: Téli rege (html). mek.oszk.hu (Magyar Elektronikus Könyvtár). (Hozzáférés: 2017. november 10.)
- ↑ RSZ: Shakespeare: Téli rege (html). radnotiszinhaz.hu. (Hozzáférés: 2017. november 10.)
- ↑ OSZ: William Shakespeare: A tél meséje (pdf). old.szinhaz.net. (Hozzáférés: 2017. november 10.)
- ↑ SZA: Színházi adattár. oszmi.hu. (Hozzáférés: 2017. november 10.)
- ↑ IMDB: Internet movie database. imdb.com. (Hozzáférés: 2017. november 10.)